# Bas Chamuleau
S.J.J. (Bas) Chamuleau (Kwadendamme, 1947) is een Nederlandse bouwkundige en amateurarcheoloog, gespecialiseerd in historisch onderzoek van Zeeuwse dijken. Van zijn hand komt onder meer de historische Dijkenkaart van Zeeland, waarin alle Zeeuwse dijken beschreven worden.

## Biografie
Chamuleau werkte als bouwkundig adviseur bij de gemeenten Kapelle en Reimerswaal. Hij bestudeerde sinds begin jaren 1980 het ontstaan van het Zeeuwse landschap, met daarbij bijzondere aandacht voor de Zeeuwse bedijkingsgeschiedenis. Hij werd omstreeks 2007 lid van de AWN afdeling Zeeland en van de Heemkundige kring de Bevelanden.
In samenwerking met  Stichting Cultureel Erfgoed Zeeland (SCEZ, thans Erfgoed Zeeland) heeft Chamuleau sinds 2009 dijkenonderzoek uitgevoerd zoals aangegeven in de Provinciale Onderzoeksagenda Archeologie voor Zeeland  en daarbij als vrijwilliger in de archeologie samengewerkt met diverse onderzoeksbureaus.
Toen rond het eerste decennium in de 21e eeuw het debat over de ontpoldering van de Hedwigepolder op gang kwam, meende Chamuleau, toen als medewerker van het project Binnendijken van de Archeologische Werkgemeenschap Nederland, een toen ruim 800-jarige veendijk in de slikken voor de Scheldedijk van de Hedwigepolder ontdekt te hebben. Aannemende dat de dijk een waardevol monument van de Zeeuwse strijd tegen het water was, dat bescherming van de provincie verdiende, achtte hij het mogelijk dat de plannen voor ontpolderen van de Hedwigepolder definitief van tafel konden worden geveegd. Later bleek echter dat de veendijk al sinds 1976 bekend was en werd deze dijk niet in de SCEZ-database opgenomen. Ondanks vertraging door het publiek debat liep het eerste water in 2022 de Hedwigepolder in.
In de periode van 2016 tot 2020 heeft Chamuleau data en historie van alle Zeeuwse dijken verzameld, hetgeen tot de publicatie van de Dijkenkaart van Zeeland heeft geleid.

## Publicaties
Chamuleau heeft diverse publicaties op zijn naam staan in onder andere regionale periodieken en het Tijdschrift voor de archeologie Westerheem en het Tijdschrift voor de Waterstaatgeschiedenis. 
- 2000: Tijdreis naar de Zuudzee, lezing
- 2002: Het hek is van de dam, in De Spuije, pp.2-6
- 2013: Dakpannen als dijkbescherming. De bijzondere zeewering van de Karelpolder, Kapelle.
- 2014: De 'Tweede polder' in de Oosterschelde. Een rampzalige onderneming, in de Spuije 91, pp. 16-27
- 2014: Rijswerk in slikken, in Tijdschrift voor Waterstaatsgeschiedenis jg. 23 (2014), nr 2
- 2020: i.s.m. Robert van Dierendonck,  De digitale Dijkenkaart van Zeeland, in Zeeuws erfgoed (2020) nr. 3, pp.20-22
- 2020: Poldersedijk, de oudste dijk van Zuid-Beveland, in De Spuije, 21 december 2020
- 2021: i.s.m. Arie van Steensel, Water, land en dijken. Het ontstaan van middeleeuws Noord-Beveland. in Macht, bezit en ruimte
- 2021: Dijkenonderzoek Zeeland, in Zeeland jg 30 (2021), nr 2, p.45-54
- 2022: Polderdijken: onlosmakelijk deel van het Zeeuwse landschap (deel 2), in Landschapsbeheer Zeeland
- 2022: co-auteur van Fort Rammekens - Een Habsburgse vesting aan de Schelde ISBN 9789492576583. Een overzicht van de geschiedenis van Fort Rammekens.
- 2024: Laat de 150-jarige boom staan, die hoeft helemaal niet te sneuvelen voor de dijkversterking (opinie). PZC (26 januari 2024).